# Miejska Biblioteka Publiczna w Sierpcu
Miejska Biblioteka Publiczna im. Zofii Nałkowskiej w Sierpcu – pierwsza biblioteka publiczna w Sierpcu. Powstała w 1945 roku. 

## Historia
Pierwsza biblioteka publiczna w dziejach Sierpca jako Powiatowa Biblioteka Publiczna powstała w 1945 roku. W 1949 roku powołano Miejską Bibliotekę Publiczną. W 1955 roku połączono obie placówki. W 1975 roku po likwidacji powiatów i wprowadzeniu nowego podziału administracyjnego biblioteka stała się Oddziałem Wojewódzkiej i Miejskiej Biblioteki Publicznej w Płocku. Dopiero w 1980 roku zarządzeniem wojewody i naczelnika miasta Sierpca zaczęła funkcjonować jako Miejska Biblioteka Publiczna. 29 września 1986roku nadano jej imię Zofii Nałkowskiej. 

## Zbiory
W 1945 roku księgozbiór liczył 800 woluminów. Były to w większości publikacje wydane przed II wojną światową, w tym wiele książek XIX-wiecznych. Do najstarszych należały utwory Józefa Ignacego Kraszewskiego, Józefa Korzeniowskiego i Jana Lama wydane w latach 1871, 1872 i 1873 we Lwowie i Warszawie.
W 2006 roku zbiory liczyły 87 359 woluminów. Biblioteka posiada bogaty zbiór regionaliów, na który składają się wszelkie materiały dotyczące Sierpca i powiatu sierpeckiego, tj. książki, czasopisma regionalne i lokalne, foldery, dokumenty życia społecznego. 

## Działalność
Placówka prowadzi bogatą działalność kulturalną: promocję sierpeckich publikacji, spotkania autorskie, wystawy, prelekcje, montaże słowno-muzyczne, konkursy literackie i recytatorskie, kiermasze książek.
Biblioteka prowadzi także działalność wydawniczą. W ramach serii „Biblioteka Sierpecka” ukazało się do tej pory siedemnaście książek autorów sierpeckich o tematyce lokalnej.